# Wegfurt

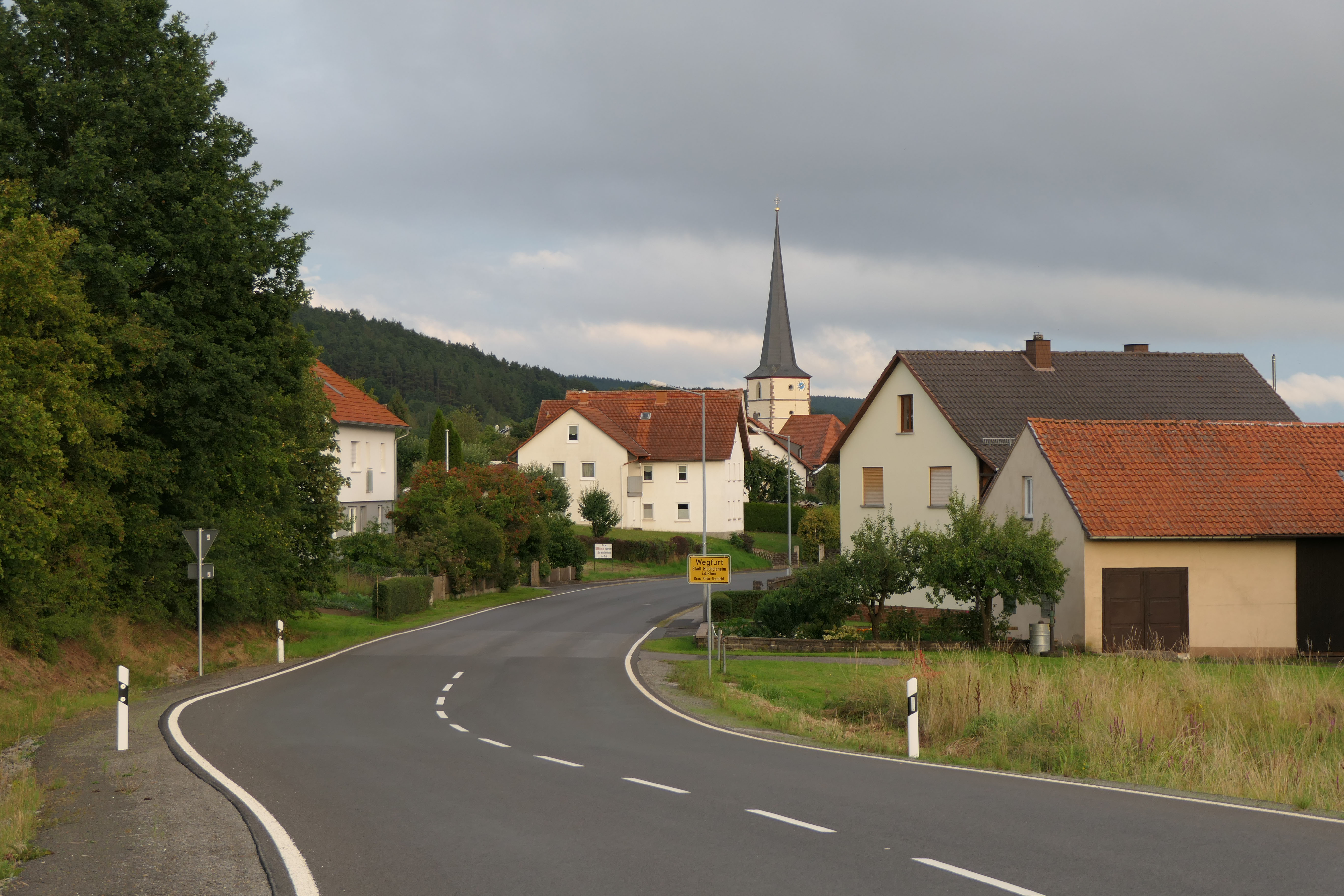
Wegfurt von Nordwesten

Wegfurt ist ein Gemeindeteil der Stadt Bischofsheim in der Rhön im unterfränkischen Landkreis Rhön-Grabfeld in Bayern.

## Geografie
Das Pfarrdorf liegt circa sechs Kilometer südöstlich von Bischofsheim in der Rhön im Tal der Brend auf einer Höhe von 348 m ü. NHN. Etwa neun Kilometer nordöstlich verläuft die Landesgrenze zu Hessen. Die Bundesstraße 279 umgeht den Ortskern auf der nordöstlichen Seite.

## Geschichte
Der Ort wurde in der Zeit der Karolinger im Jahr 824 erstmals urkundlich erwähnt. Die Wasserkraft der Brend trieb dort zwei Mühlen an und der Ort entwickelte sich zu einem wichtigen Handelsort am Weg von Bamberg nach Fulda hin. Die gotische Pfarrkirche St. Peter und Paul, wurde in den Jahren 1601 bis 1607 errichtet.:2
Die Bayerische Uraufnahme zeigt Wegfurt in den 1810er Jahren als eine geschlossene Kleinstadt mit 92 Herdstellen, der Kirche und ihrem Gottesacker. 1832 notierte man noch 81 Häuser und 423 Einwohner sowie die beiden Mühlen. Etwa ein Dutzend Baudenkmale aus dem 16. bis zum 19. Jahrhundert sind in situ erhalten. Siehe auch: Liste der Baudenkmäler in Wegfurt
Im Jahr 1885 erreichte die Bahnstrecke Bad Neustadt–Bischofsheim den Ort und brachte ihm mit einem Haltepunkt zusätzlichen wirtschaftlichen Aufschwung. Als Kuriosität verlief die Bahntrasse direkt auf der Ortsdurchfahrtstraße, was im Laufe der Jahre zu zahlreichen Unfällen führte. Die Bahnstrecke wurde 1989 aufgelassen und dient heute außerorts als ein befestigter Radweg.
Am 1. Juli 1972 wurde im Zuge der Gebietsreform in Bayern die ehemals selbständige Gemeinde Wegfurt zu Bischofsheim in der Rhön eingegliedert.